# Irina Lauric
Irina Lauric (Rădăuți, 29 de desembre de 1992) és una esportista romanesa que va competir en piragüisme en la modalitat d'aigües tranquil·les, guanyadora d'una medalla de bronze al Campionat Mundial de Piragüisme de 2013 i una medalla de bronze al Campionat Europeu de Piragüisme de 2013, ambdues en la prova de K2 1000 m.

## Palmarès internacional
| Campionat del món | Campionat del món            | Campionat del món | Campionat del món |
| Any               | Lloc                         | Medalla           | Competició        |
| ----------------- | ---------------------------- | ----------------- | ----------------- |
| 2013              | Duisburg ( Alemanya)         | 3                 | K2 1000 m         |
| Campionat Europeu |                              |                   |                   |
| Any               | Lloc                         | Medalla           | Competició        |
| 2013              | Montemor-o-Velho ( Portugal) | 3                 | K2 1000 m         |